# Hosby
Hosby – wieś w Estonii, w prowincji Lääne, w gminie Noarootsi. We wsi znajduje się zabytkowy Kościół św. Katarzyny (est. Noarootsi Püha Katariina kirik) oraz cmentarz.